# Canton de Palaiseau
Le canton de Palaiseau est une circonscription électorale française française située dans le département de l'Essonne et la région Île-de-France.
À la suite du redécoupage cantonal de 2014, les limites territoriales du canton sont remaniées. Le nombre de communes du canton passe de 2 à 3.

## Géographie
| Type d'occupation           | Pourcentage | Superficie (en hectares) |
| --------------------------- | ----------- | ------------------------ |
| Espace urbain construit     | 55,3 %      | 858,82                   |
| Espace urbain non construit | 12,1 %      | 188,30                   |
| Espace rural                | 32,6 %      | 505,37                   |
| Source : Iaurif             |             |                          |

Le canton de Palaiseau est organisé autour de la commune de Palaiseau dans l'arrondissement de Palaiseau. Son altitude varie entre quarante-sept mètres à Palaiseau et cent cinquante-neuf mètres à Palaiseau, pour une altitude moyenne de cent trente-quatre mètres.

## Historique et composition
- Entre 1793 et 1801, le canton de Palaiseau dans l'ancien département de Seine-et-Oise et l'ancien district de Versailles comprenait les communes de Bures, Marcoussis, Nozay, Orsay, Palaiseau, Ville du Bois, Villebon et Villejust. En 1801, il fut intégré à l'arrondissement de Versailles, diminué de la commune de Marcoussis et augmenté des communes de Bièvres, Châteaufort, Gif, Igny, Saclay, Saint-Aubin, Toussus-le-Noble, Vauhallan, Verrières-le-Buisson et Villiers-le-Bâcle. En 1962, le canton fut rattaché au nouvel arrondissement de Palaiseau.

- De 1833 à 1848, les cantons de Palaiseau et de Sèvres avaient le même conseiller général. Le nombre de conseillers généraux était limité à 30 par département[3].

- Le canton de Palaiseau, division de l'actuel département de l'Essonne, fut recréé par le décret no 67-589 du 20 juillet 1967[4], il regroupait à l'époque les communes de Palaiseau, Igny, Villebon-sur-Yvette et Villejust. Par un décret ministériel du 7 décembre 1975, le canton fut amputé des communes de Villebon-sur-Yvette et Villejust pour constituer un nouveau canton distinct[5].

- Par décret du 24 février 2014, le nombre de cantons du département est divisé par deux, avec mise en application aux élections départementales de mars 2015. Le canton de Palaiseau est conservé et s'agrandit. Il passe de 2 à 3 communes[1].

## Représentation

### Conseillers généraux de 1833 à 1967 (Seine-et-Oise) et de 1967 à 2015 (Essonne)
Le canton s'appelait "canton de Palaiseau-Sèvres" de 1833 à 1848.
| Période          | Période        | Identité                  | Étiquette                             | Qualité |
| ---------------- | -------------- | ------------------------- | ------------------------------------- | --- |
| 1833             | 1838 (décès)   | Denis Jacques Collas      |                                       | Négociant à Sèvres                                                                                                |
| 1838             | 1842           | Antoine Banès             |                                       | Directeur du chemin de fer Paris-Orléans Maire de Meudon (1835-1838)                                              |
| 1842             | 1848           | François Pigeon           |                                       | Propriétaire Maire de Palaiseau (1843-1848), conseiller d'arrondissement                                          |
| 1848             | 1864           | Ernest Bourlon de Sarty   |                                       | Auditeur au Conseil d'Etat Ancien Préfet, maire de Gif                                                            |
| 1864             | 1871           | Daniel Morère             | Républicain                           | Médecin, maire de Palaiseau (1852-1874), conseiller d'arrondissement                                              |
| 1871             | 1902 (décès)   | Hippolyte Amédée Morère   | Républicain                           | Médecin à Palaiseau                                                                                               |
| 1903             | 1932           | Louis Muret               | Rad-soc                               | Architecte à Paris Conseiller municipal puis maire de Palaiseau Propriétaire Avenue du Parc-de-Montsouris à Paris |
| 27 novembre 1932 | 1937           | Maurice Duplant           | USR-SFIO puis Antimarxiste (Rad.ind.) | Architecte-métreur Maire de Palaiseau                                                                             |
| 1937             | 1940 (Révoqué) | Gaston Yvon               | PC-SFIC                               | Cimentier maçon Conseiller municipal de La Ville-du-Bois                                                          |
|                  |                |                           |                                       | |
| 1945             | 1949           | Gabriel Dauphin           | SFIO                                  | Artisan menuisier Adjoint au maire de Palaiseau                                                                   |
| 1949             | 1961           | Christian Barré           | RPF, puis RGR                         | Maire d'Orsay (1947-1953)                                                                                         |
| 1961             | 1994           | Robert Vizet              | PCF                                   | Ouvrier imprimeur Député (1967-1968, 1973-1981) Maire de Palaiseau (1959-1965, 1971-1979) Sénateur (1986-1995)    |
| 1994             | 2001           | Jacques Allain            | RPR                                   | Chef d'entreprise Maire de Palaiseau (1995-2001) Conseiller régional (1986-1992)                                  |
| 2001             | 2008           | Catherine Poutier-Lombard | PS                                    | Assistante de direction, Igny Secrétaire-questeur de l'assemblée départementale                                   |
| 2008             | 2015           | Claire Robillard          | PS                                    | Ancienne conseillère régionale (2004-2008) Vice-présidente du conseil général, maire de Palaiseau (2012-2014)     |

#### Résultats électoraux
Élections cantonales, résultats des deuxièmes tours :
- Élections cantonales de 1994 : 50,99 % pour Jacques Allain (RPR), 49,01 % pour Robert Vizet (PCF), 56,31 % de participation[11].
- Élections cantonales de 2001 : 100 % pour Catherine Poutier-Lombard (PS), 37,97 % de participation[12].
- Élections cantonales de 2008 : 56,45 % pour Claire Robillard (PS), 43,55 % pour Bernard Vidal (UMP), 57,95 % de participation[13].

### Conseillers d'arrondissement (de 1833 à 1940)
Le canton de Palaiseau appartenait à l'arrondissement de Versailles.
| Période                                  | Période      | Identité                                    | Étiquette   | Qualité |
| ---------------------------------------- | ------------ | ------------------------------------------- | ----------- | --- |
| 1833                                     | 1842         | François Pigeon (1787-1859)                 |             | Propriétaire, maire de Palaiseau (1830-1833 et 1843-1848) Élu conseiller général du canton de Sèvres        |
| 1842                                     | 1848         | M. Marie Pigeon                             |             | Propriétaire, maire de Villiers-le-Bâcle                                                                    |
| 1848                                     | 1864         | Daniel Morère                               | Républicain | Médecin, maire de Palaiseau (1852-1874)                                                                     |
| 1864                                     | 1871         | Henri Alexis Grellou                        |             | Négociant, maire de Verrières-le-Buisson                                                                    |
| 1871                                     | 1877         | Alexis Pigeon (1811-1881, fils de F.Pigeon) |             | Cultivateur, maire de Saclay                                                                                |
| 1877                                     | 1889         | Désiré Jacques Bouzinard                    |             | Serrurier, adjoint au maire de Palaiseau                                                                    |
| 1889                                     | 1895         | Alexandre Saÿde (1829-1899)                 |             | Ancien agent voyer en retraite, conseiller municipal de Palaiseau                                           |
| 1895                                     | 1916 (décès) | Jules Fouré (1843-1916)                     |             | Marchand de vins en gros, entrepreneur de travaux publics, maire de Châteaufort                             |
| 1916                                     | 1919         | siège vacant                                |             | |
| 1919                                     | 1934         | Charles Valentin                            | Radical     | Propriétaire à Villebon et à Neuilly-sur-Seine Maire de Villebon-sur-Yvette (1912-1919 ; 1927-1929)         |
| 1934                                     | 1940         | Paul Guibet (1862-1949)                     | RG          | Couvreur-plombier, propriétaire à Bièvres                                                                   |
| 1940                                     |              |                                             |             | Les conseils d'arrondissement ont été suspendus par la loi du 12 octobre 1940 et n'ont jamais été réactivés |
| Les données manquantes sont à compléter. |              |                                             |             | |

### Conseillers départementaux depuis 2015
| Période élective | Période élective | Mandat | Mandat   | Identité    | Nuance | Nuance | Qualité |
| ---------------- | ---------------- | ------ | -------- | ----------- | ------ | ------ | --- |
| 2015             | 2021             | 2015   | 2021     | Anne Launay |        | EELV   | Directrice de création, conseillère municipale d'Igny                                                                                    |
| 2015             | 2021             | 2015   | 2021     | David Ros   |        | PS     | Enseignant-chercheur Maire d'Orsay Ancien conseiller général du Canton d'Orsay (2004-2015) Premier secrétaire fédéral du PS de l'Essonne |
| 2021             | 2028             | 2021   | en cours | Anne Launay |        | EELV   | Conseillère sortante |
| 2021             | 2028             | 2021   | en cours | David Ros   |        | PS     | Conseiller sortant, élu sénateur en 2023                                                                                                 |

### Résultats détaillés

#### Élections de mars 2015
À l'issue du 1er tour des élections départementales de 2015, deux binômes sont en ballottage : Anne Launay et David Ros (Union de la Gauche, 39,27 %) et Marie-Christine Graveleau et Francisque Vigouroux (Union de la Droite, 33,60 %). Le taux de participation est de 50,88 % (20 023 votants sur 39 351 inscrits) contre 47,42 % au niveau départemental et 50,17 % au niveau national.
Au second tour, Anne Launay et David Ros (Union de la Gauche) sont élus avec 50,82 % des suffrages exprimés et un taux de participation de 50,13 % (9 527 voix pour 19 728 votants et 39 351 inscrits).

#### Élections de juin 2021
Le premier tour des élections départementales de 2021 est marqué par un très faible taux de participation (33,26 % au niveau national). Dans le canton de Palaiseau, ce taux de participation est de 37,92 % (15 425 votants sur 40 675 inscrits) contre 30,18 % au niveau départemental. À l'issue de ce premier tour, deux binômes sont en ballottage : Anne Launay et David Ros (Union à gauche, 46,51 %) et Marie-Christine Graveleau et Francisque Vigouroux (DVD, 39,49 %).
Le second tour des élections est marqué une nouvelle fois par une abstention massive équivalente au premier tour. Les taux de participation sont de 34,36 % au niveau national, 32,47 % dans le département et 41,23 % dans le canton de Palaiseau. Anne Launay et David Ros (Union à gauche) sont élus avec 50,08 % des suffrages exprimés (8 117 voix pour 16 775 votants et 40 686 inscrits),,.

## Composition

### Composition de 1967 à 2015

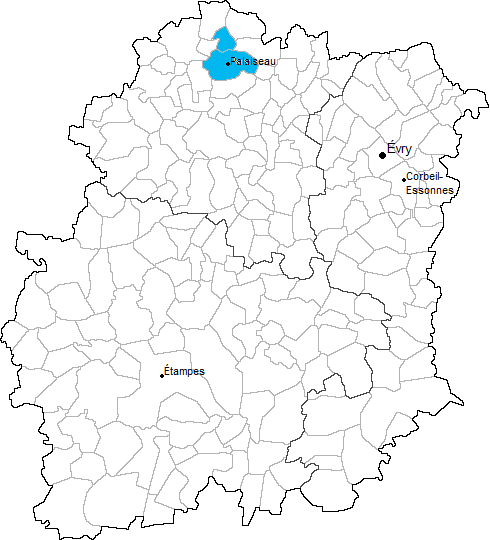
Situation du canton dans le département de l'Essonne avant 2015

Le canton de Palaiseau comptait deux communes.
| Nom                   | Code Insee | Codepostal | Superficie (km2) | Population (dernière pop. légale) | Densité (hab./km2) |
| --------------------- | ---------- | ---------- | ---------------- | --------------------------------- | ------------------ |
| Palaiseau (chef-lieu) | 91477      | 91120      | 11,51            | 30 268 (2012)                     | 2 630              |
| Igny                  | 91312      | 91430      | 3,82             | 10 573 (2012)                     | 2 768              |

### Composition depuis 2015
Le canton comprend désormais trois communes entières.
| Nom                               | Code Insee | Intercommunalité | Superficie (km2) | Population (dernière pop. légale) | Densité (hab./km2) | Modifier                                    |
| --------------------------------- | ---------- | ---------------- | ---------------- | --------------------------------- | ------------------ | ------------------------------------------- |
| Palaiseau (bureau centralisateur) | 91477      | CA Paris-Saclay  | 11,51            | 36 067 (2022)                     | 3 134              | modifier les données · modifier les données |
| Igny                              | 91312      | CA Paris-Saclay  | 3,82             | 10 571 (2022)                     | 2 767              | modifier les données · modifier les données |
| Orsay                             | 91471      | CA Paris-Saclay  | 7,97             | 16 655 (2022)                     | 2 090              | modifier les données · modifier les données |
| Canton de Palaiseau               | 9114       |                  | 23,30            | 63 293 (2022)                     | 2 716              | modifier les données                        |

## Démographie

### Démographie avant 2015

#### Évolution démographique
| 1962   | 1968   | 1975   | 1982   | 1990   | 1999   | 2006   | 2011   | 2012   |
| ------ | ------ | ------ | ------ | ------ | ------ | ------ | ------ | ------ |
| 21 840 | 31 137 | 37 818 | 37 604 | 37 823 | 38 346 | 40 523 | 40 838 | 40 841 |

#### Pyramide des âges
| Hommes | Classe d’âge | Femmes |
| ------ | ------------ | ------ |
| 0,4    | 90 ans ou +  | 0,7    |
| 5,4    | 75 à 89 ans  | 8,0    |
| 11,4   | 60 à 74 ans  | 12,6   |
| 18,4   | 45 à 59 ans  | 19,8   |
| 21,4   | 30 à 44 ans  | 20,8   |
| 23,1   | 15 à 29 ans  | 19,1   |
| 19,9   | 0 à 14 ans   | 19,1   |

| Hommes | Classe d’âge | Femmes |
| ------ | ------------ | ------ |
| 0,3    | 90 ans ou +  | 0,8    |
| 4,4    | 75 à 89 ans  | 6,7    |
| 11,3   | 60 à 74 ans  | 11,9   |
| 19,9   | 45 à 59 ans  | 20,0   |
| 21,9   | 30 à 44 ans  | 21,4   |
| 20,6   | 15 à 29 ans  | 19,2   |
| 21,7   | 0 à 14 ans   | 20,0   |

### Démographie depuis 2015
En 2022, le canton comptait 63 293 habitants, en évolution de +4,23 % par rapport à 2016 (Essonne : +2,89 %, France hors Mayotte : +2,11 %).
| 2013   | 2018   | 2022   |
| ------ | ------ | ------ |
| 57 645 | 61 178 | 63 293 |

## Économie

### Emplois, revenus et niveau de vie
| Répartition des emplois par catégories socioprofessionnelles en 2006. |              |                                           |                                                   |                            |                          |                           |
|                                                                       | Agriculteurs | Artisans, commerçants, chefs d'entreprise | Cadres et professions intellectuelles supérieures | Professions intermédiaires | Employés                 | Ouvriers                  |
| Canton de Palaiseau                                                   | 0,1 %        | 3,3 %                                     | 32,0 %                                            | 27,2 %                     | 22,9 %                   | 14,6 %                    |
| Département de l'Essonne                                              | 0,2 %        | 4,5 %                                     | 22,1 %                                            | 27,7 %                     | 27,6 %                   | 17,9 %                    |
| Moyenne nationale                                                     | 2,2 %        | 6,0 %                                     | 15,4 %                                            | 24,6 %                     | 28,7 %                   | 23,2 %                    |
| Répartition des emplois par secteurs d'activités en 2006.             |              |                                           |                                                   |                            |                          |                           |
|                                                                       | Agriculture  | Industrie                                 | Construction                                      | Commerce                   | Services aux entreprises | Services aux particuliers |
| Canton de Palaiseau                                                   | 0,2 %        | 10,0 %                                    | 4,8 %                                             | 13,0 %                     | 26,8 %                   | 5,2 %                     |
| Département de l'Essonne                                              | 0,8 %        | 11,5 %                                    | 6,1 %                                             | 15,4 %                     | 18,8 %                   | 6,4 %                     |
| Moyenne nationale                                                     | 3,5 %        | 15,2 %                                    | 6,4 %                                             | 13,3 %                     | 13,3 %                   | 7,6 %                     |
| Sources : Insee,                                                      |              |                                           |                                                   |                            |                          |                           |